# アゾフフィルム
Azov Films（アゾフフィルム）はカナダ、トロントの映像制作および通販会社であるウィンフィールド出版のブランド名。

## 概説
2003年設立。以降、「Nude is not Lewd」、邦訳すると「ヌードは劣悪ではない」という意味のコピーを商標とし、主として少年を主体とした映像作品を取り扱っている。2004年にLS Magazineが事実上解体され、これに伴い少年をモデルとしたアーカイブサイトも閉鎖に追い込まれた時期と前後した頃であり、こうしたメディアの需要に対する供給が滞り、それを受継ぐような形で新興した。
それ以前から欧米にはPojkARTを始めとした、少年の裸を主体とするメディアの制作や販売を行う企業が存在し、ウィンフィールド出版はこうした複数の既存企業や既存ブランド名をドメイン名として取得、Baikal Films（バイカルフィルム）及びbaikalfilms.comのブランド名でインターネット上での通信販売を開始した。
2006年12月初旬にこうした諸ブランド名を冠することを取りやめ、ほとんどの他社ブランド製品の取扱いを中止し、自社ブランド名も正式にAzov Filmsと名を変えたが、29日になり急遽一部を撤回、既存ブランド商品の販売を再開することになった。
このように、同名の、もしくは類似するブランド名やドメイン名を複数持つため、特に同業他社ブランドとは紛らわしい。同業の映像制作会社にbaikalvideos.comがあるが、これともまた別の会社である。多くのブランド名に関わる混乱や苦情など問題が浮き彫りになったことからか、近年は自社作品のリリースに力を入れており、新作ラッシュの様を見せている。
取り扱う商品の多くは前述のように少年の裸体描写のある映像作品であるが、その内容は多岐に渡り、映画や教育番組、ドキュメンタリーなども含まれる。このような映像制作・販売業者はほかにも存在するが、自国であるカナダやアメリカばかりではなくインターネットを活用した世界市場を想定しており、レーティングフリー、リージョンフリーのDVDを多く揃え、また、ウェブサイトではほぼ全ての商品に具体的な内容やキャプチャ画像を添えるなど、同業の追従を許さない姿を示している。
2011年4月初旬に原因不明のサイト閉鎖。日本だけでなく海外も騒然としたニュースになった。
2011年6月下旬にドメインをAzovfilm.usに変え再始動。運営者は前Drake Walkerに代わってBlake Lopezが担当。スタッフに日本人がいる。

## 取得ドメイン名一覧
- azovfilms.com
- azovfilms.net
- azovfilms.org
- baikalfilms.com
- baikalfilms.net
- baikalfilms.org
- moviebizz.com
- moviebizz.net
- moviebizz.org
- pojkart.com
- pojkart.org

なお、pojkart.netは所有していない。また、ドイツのPojkARTが所有するドメイン名はpojkart.deである。

## 作品一覧
- Bikes and Backstrokes
- Crimean Vacation Part 1: Koktebel
- Crimean Vacation Part 2: Dirty Digs & Silly Splashes
- Crimean Vacation Part 3: Summer's End
- FKK Holidays Special Edition
- Sandy Bottoms
- Summer Picnic
- Sunday Boys
- The Boys of Crimea
- The Boys of Crimea Disc 2: Outtakes & Candids
- The Rose of Youth 2
- Vladik Anthology 11:13
- Vladik & Friends
- Vladik's Fun
- Vladik's Mountain Retreat

「Rose of Youth 1」はアゾフフィルムのブランドとしては存在しない。第1作目にあたる「Rose of Youth」はPojkARTブランドからリリースされている。